# Marcus Hispanius Modestinus
Marcus Hispanius Modestinus war ein im 3. Jahrhundert n. Chr. lebender Angehöriger des römischen Ritterstandes (Eques).
Durch eine Inschrift auf einem Altar, der beim Kastell Brocolitia gefunden wurde und der in das erste Drittel des 3. Jhd. datiert wird, ist belegt, dass Modestinus Präfekt der Cohors I Batavorum war, die zu diesem Zeitpunkt in der Provinz Britannia stationiert war.